# Mulino storico di Sanssouci

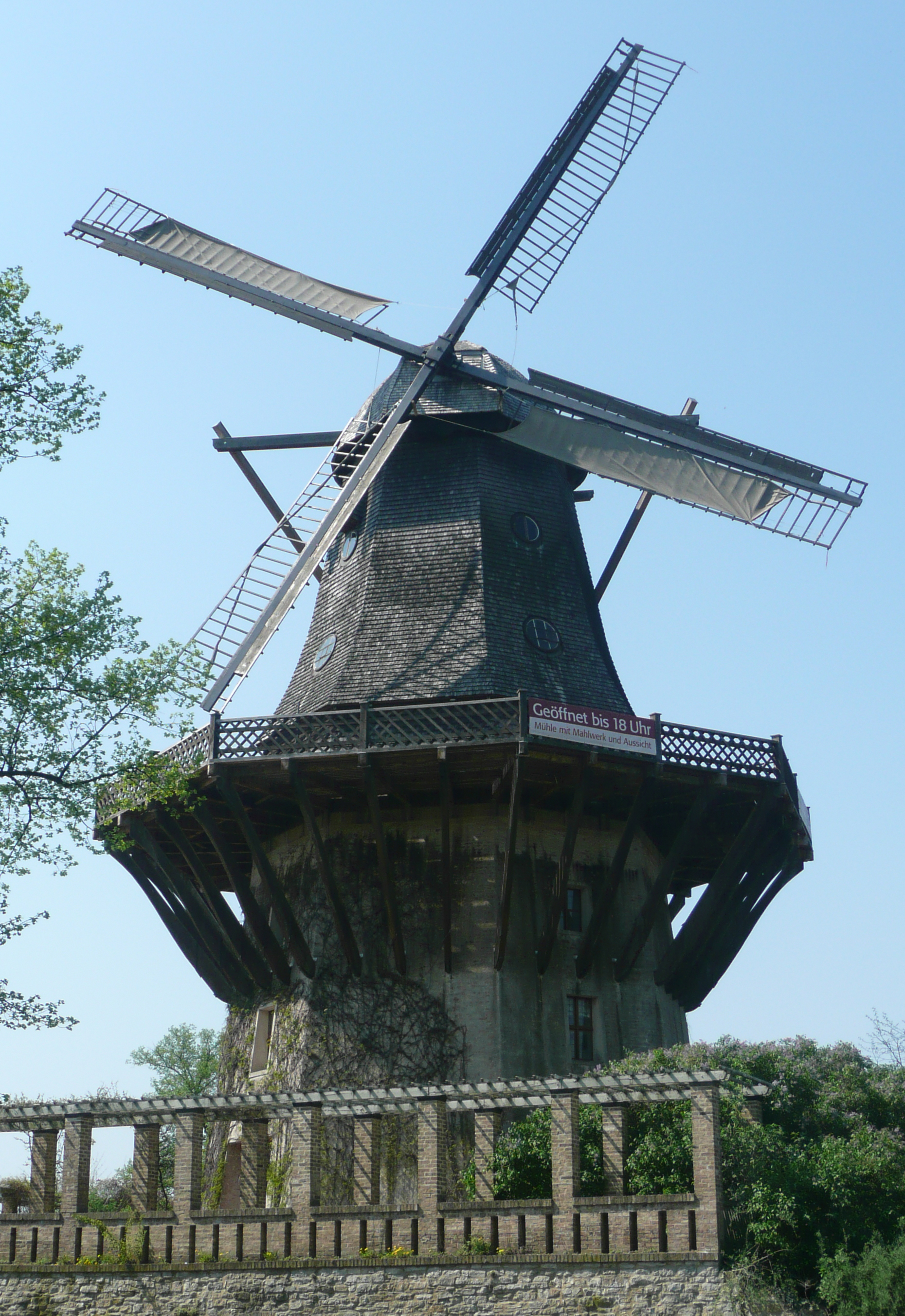
Il mulino

Il mulino storico di Sanssouci (in tedesco Historische Mühle von Sanssouci) è un mulino a vento situato nel Parco di Sanssouci a Potsdam, in Germania, vicino al Palazzo di Sanssouci.
Costruito nel 1787-1791 sotto Federico Guglielmo II di Prussia, venne bruciato durante un combattimento nella Seconda guerra mondiale; venne quindi ricostruito nuovamente tra il 1991 e il 1993, ed adibito a museo storico gestito dal Deutsche Gesellschaft für Mühlenkunde und Mühlenerhaltung.